# Miguel Valor Peidró
Miguel Valor Peidró (Alcoy, Alicante, 2 de enero de 1945-Alicante, 11 de febrero de 2024) fue un político español miembro del PPCV, alcalde de Alicante entre enero y junio de 2015 tras la dimisión de la anterior alcaldesa Sonia Castedo. Tras las elecciones locales de 2015, le sucedió en el cargo Gabriel Echávarri (PSPV-PSOE).

## Biografía
Miguel Valor nació en Alcoy en 1945. Estudió primaria en el Colegio Nacional Orosia Silvestre y Bachiller en el Instituto Padre Eduardo Vitoria de Alcoy, así como la realización de varios cursos de ventas y marketing. A la edad de 30 años, decidió abandonar su profesión de inspector de seguros y dedicarse a su pueblo sin profundizar demasiado en política, entrando en el partido Unión de Centro Democrático por mediación de Luis Gámir. Posteriormente, con la disolución de dicho partido en 1983, pasó a afiliarse a finales de esa misma década al Partido Popular.
Falleció en Alicante el 11 de febrero de 2024.

## Trayectoria laboral
Su trayectoria profesional comenzó alrededor de la década de 1960, entrando a trabajar como inspector de seguros en la antigua Compañía Unión Iberoamericana, integrada actualmente en Zurich Insurance Group; esta profesión le valió para ganar numerosos premios del sector en toda España, como el premio al "Mejor Inspector de España" en 1970. Cuando se inició en política en 1975 comenzó de la mano de UCD, llegando a presidir el partido en Alcoy desde 1979 hasta 1983. Posteriormente continuaría su carrera en el PP, refundado en 1989, y llegando en 1990 a ser Secretario Provincial del mismo en la provincia de Alicante. Desde entonces, ha disputado diversos cargos en los consistorios de primero Alcoy y después Alicante, pasando por las Cortes Valencianas. En 2015 ejerció brevemente de Alcalde de Alicante. Aunque se especuló en prensa con la posibilidad de que encabezara la lista del PP en las elecciones municipales de 2015 (y el propio Miguel Valor expresó públicamente su deseo de hacerlo), finalmente la candidata a Alcaldesa fue Asunción Sánchez Zaplana. Miguel Valor salió elegido concejal y, tras un breve periodo en la oposición, decidió dimitir. Pronto asumió un puesto de consejero en la Fundación Mediterráneo, institución cultural heredera de la antigua Obra Social de la Caja de Ahorros del Mediterraneo. Ocupó este cargo hasta su fallecimiento en 2024.

## Trayectoria política
El exalcalde de Alicante ha desempeñado diversos cargos políticos previos a éste, los cuales son:
- 1979-1983 Concejal de Deportes en el Ayuntamiento de Alcoy por UCD, Diputado Provincial de Deportes, y Presidente de UCD por Alcoy.
- 1983-1991 Diputado de Cultura y Deportes en la Diputación de Alicante.
- 1990-2002 Secretario Provincial del Partido Popular en Alicante.
- 1991-1995 Diputado de las Cortes Valencianas con el PP por la Provincia de Alicante.
- 1995-2007 Concejal del Ayuntamiento de Alicante y Vicepresidente de la Diputación Provincial, y Diputado de Cultura y Deportes.[5]
- 2007-2014 Teniente de Alcalde del Ayuntamiento de Alicante y concejal de Cultura.
- 2015 - Alcalde de Alicante. Tras la dimisión de la alcaldesa Sonia Castedo en diciembre de 2014, Miguel Valor, concejal más veterano del ayuntamiento, fue elegido nuevo alcalde de la ciudad con el apoyo de su grupo municipal, el PPCV. Además, Valor mantuvo su cargo como Concejal de Cultura y presidente del Patronato Municipal de Turismo y Playas.
- Miguel Valor anunció su intención de jubilarse en el mes de mayo de 2015, tras las elecciones municipales, aun así figuró en la lista electoral de esas elecciones consiguiendo el acta de concejal.[6]